# Gnidia
Genre
Gnidia est un genre d'opilions laniatores de la famille des Cosmetidae.

## Distribution
Les espèces de ce genre se rencontrent en Amérique du Sud.

## Liste des espèces
Selon World Catalogue of Opiliones (24/07/2021) :
- Gnidia bipunctata (Perty, 1833)
- Gnidia holmbergii (Sørensen, 1884)

## Publication originale
- C. L. Koch, 1839 : Die Arachniden: Getreu nach der Natur abgebildet und beschrieben., vol. 5, p. 1–158 (texte intégral).